# أنور الشرطين
النَّطْح أو أنور الشَّرَطَيْن أو بيتا الحمل (بالإنجليزية: Beta Arietis، رسميًا: Sheratan المشتق من الاسم العربي "الشَّرَطان")‏ وهو نجم ثنائي في كوكبة الحمل، يُشكِّل مع النجم أخفى الشرطين المجاور له زوج يحمل اسم الشَّرَطَان.
يملك أنور الشرطين قدر ظاهري 2.26+ وينتمي إلى الفئة الطيفية A5V وهو نجم أبيض في مرحلة النسق الأساسي ويبعد 59.6 سنة ضوئية عن الأرض. يدور رفيقه حوله في دور مداري قدرها 107 يوم مع انحراف مداري كبير وغريب 0.88 ويحتمل أن ينتمي رفيقه إلى التصنيف الطيفي G.